# Eudynamys orientalis cyanocephalus
Il koel australiano (Eudynamys orientalis cyanocephalus (Latham, 1802)) è un uccello della famiglia dei Cuculidae, sottospecie australiana del koel orientale.

## Distribuzione e habitat
Questo uccello vive in Australia orientale, dal Queensland settentrionale al Nuovo Galles del Sud meridionale.

## Sistematica
Eudynamys orientalis cyanocephalus talvolta viene considerato come specie separata da Eudynamys orientalis.